# Dragan Lukovski
Dragan Lukovski (en cyrillique serbe : Дрaгaн Луковски), né le 21 mars 1975 à Skopje en Yougoslavie, est un joueur de basket-ball serbe. Il mesure 1,85 m et évolue au poste de meneur de jeu.

## Biographie
Fils d'un entraîneur du championnat national yougoslave, Dragan Lukovski passe une grande partie de sa carrière dans son pays natal (Vojvodina Novi Sad, Partizan Belgrade, Étoile rouge de Belgrade). Il se distingue très tôt en remportant deux titres de champion de Yougoslavie à l'âge de 22 ans avec le Partizan Belgrade, ainsi que deux médailles de bronze aux Championnats d'Europe des moins de 22 ans.
Il devient par la suite meneur de jeu de l'équipe de Serbie-et-Monténégro au Championnat du monde 1998, qu'il remporte, puis aux Jeux olympiques de Sydney en 2000.
Il quitte alors son pays pour rejoindre Fenerbahçe İstanbul en première division turque lors de la saison 2000-2001. Il n'y reste qu'une saison avant de se fixer à Pau-Orthez, club de première division française où il reste 3 ans. Il y obtient le titre de MVP du championnat lors de la saison 2002-2003 avec des moyennes de 14 points, 2,5 rebonds et 4,5 passes décisives par match. 
Lukovski quitte le championnat de France pour jouer en première division grecque avec le Makedonikós. Il y joue la saison 2004-2005 avant de partir jouer une saison en Ukraine pour le BC Kiev, puis une nouvelle saison en Grèce au Paniónios.
En 2007, après deux saisons difficiles hachées par les blessures, il relance sa carrière en signant au Limoges CSP qui évolue en Pro B, la deuxième division française. Après une pré-saison convaincante, il se blesse à nouveau. S'il ne peut pas s'exprimer pleinement durant cette saison 2007-2008, il montre clairement que son sens du jeu est toujours présent. Ainsi à l'ouverture de la saison 2008-2009 où il porte à nouveau les couleurs du CSP, il se présente en bonne forme physique. Cependant, à l'aube de la reprise de la saison 2008-2009 après la trêve de Noël, le Limoges CSP annonce que Dragan Lukovski ne termine pas la saison avec le club à la suite d'un commun accord.

## Palmarès
- Championnat de Yougoslavie : 1996 et 1997
- Coupe de Yougoslavie : 1999
- Championnat d'Europe des moins de 22 ans : bronze en 1996 et 1997
- Championnat d'Europe : bronze en 1999
- Championnat du monde : or en 1998
- Coupe de France : 2002 et 2003
- Championnat de France : 2003 (et élu MVP), 2004
- Semaine des As : 2003